# Algebraic & Geometric Topology
Algebraic & Geometric Topology is een internationaal, aan collegiale toetsing onderworpen wetenschappelijk tijdschrift op het gebied van de topologie.
De naam wordt in literatuurverwijzingen meestal afgekort tot Algebr. Geomet. Topology.
Het wordt uitgegeven door Mathematical Sciences Publishers en verschijnt vier keer per jaar.
Het eerste nummer verscheen in 2001.